# Nord (okręg administracyjny Hanoweru)
Nord, Stadtbezirk Nord – okręg administracyjny w Hanowerze, w Niemczech, w kraju związkowym Dolna Saksonia. Liczy 30 106 mieszkańców. W jego skład wchodzą cztery dzielnice (Stadtteil).

## Rozwój populacji

Wykres przedstawia rozwój populacji w powiecie Nord od 1 stycznia 2005 roku. 